# کوپیا
کوپیا یا اولوساپو (نام علمی: Couepia) نام یک سرده از راسته گل‌سرخ‌سانان است.